# Lothar (miejscowość)
Lothar (nep. लोथर) – gaun wikas samiti w środkowej części Nepalu w strefie Narajani w dystrykcie Chitwan. Według nepalskiego spisu powszechnego z 2001 roku liczył on 664 gospodarstw domowych i 4189 mieszkańców (2026 kobiet i 2163 mężczyzn).